# Первинне розкриття продуктивних пластів
Первинне розкриття продуктивних пластів — комплекс робіт, пов'язаний з розбурюванням продуктивного пласта, забезпеченням міцності і стійкості привибійної частини свердловини. Вибір способу розкриття залежить від будови пласта, його колекторських властивостей, складу пластових рідин і газів, які містяться у ньому, кількості продуктивних пропластків і коефіцієнтів аномальності пластових тисків. 

## Загальний опис
Існує декілька способів розкриття продуктивних пластів. Вибір способу розкриття суттєво залежить від будови пласта, його колекторських властивостей, складу рідин і газів, які містяться в ньому, кількості продуктивних пропластків і коефієнтів аномальності пластових тисків.
- При першому способі (рис. 1, а) до первинного розкриття пласта приступають після того, як свердловина закріплена до його покрівлі експлуатаційною колоною і зацементована. Після розбурювання пласта стовбур свердловини залишають відкритим.

Цей спосіб має ряд переваг:

Рис. 1. Схема первинного розкриття продуктивних горизонтів: 1 — обсадна колона; 2 — фільтр; 3 — цементний камінь; 4 — пакер або підвісний пристрій; 5 — перфораційні отвори; 6 — продуктивний горизонт; 7 — потайна колона; 8 — водоносний горизонт.

- склад і властивості промивальної рідини можна вибирати із врахуванням особливостей лише даного пласта, що дозволяє звести до мінімуму небезпеку забруднення колектора;
- найбільша поверхня фільтрації пластового флюїду у свердловину;
- зменшується витрата обсадних труб і тампонажних матеріалів на кріплення свердловини;
- виключається небезпека забруднення продуктивного пласта тампонажним розчином;
- відпадає необхідність вторинного розкриття з метою сполучення стовбура свердловини з пластом.

Однак цей спосіб можна застосовувати лише тоді, коли продуктивний пласт складений стійкими породами, насичений лише одним флюїдом (нафтою або газом), а колекторські властивості на його товщині змінюються незначно.
- Другий спосіб первинного розкриття (рис. 1, б) відрізняється від попереднього тим, що стовбур свердловини у продуктивному пласті закріплюють спеціальним фільтром, який підвішують в обсадній колоні, але не цементують. Кільцевий простір між фільтром і колоною ізолюють пакером. Цей спосіб можна використовувати в тих випадках, коли продуктивний пласт складений недостатньо стійкими породами. Спосіб має ті ж переваги і обмеження, що й попередній. Порівняно з першим тут дещо більша витрата обсадних труб.

- При третьому способі первинного розкриття (рис. 1, в). продуктивний пласт розбурюють, не перекриваючи попередньо вищезалягаючі породи обсадними трубами. Після розбурювання продуктивного пласта його закріплюють експлуатаційною колоною і цементують. Для сполучення внутрішньої порожнини обсадної колони з продуктивним пластом у колоні і цементному кільці пробивають отвори. Цей спосіб розповсюджений найширше.

Спосіб має ряд переваг:
- дозволяє сполучати свердловину з будь-якою за товщиною ділянкою продуктивного пласта і одержувати приплив пластового флюїду лише з неї;
- дозволяє проводити спеціальну обробку цього інтервалу з метою покращення колекторських властивостей пристовбурової зони та інтенсифікації припливу з неї;
- дозволяє одночасно, але роздільно експлуатувати декілька ділянок пласта, які відрізняються між собою колекторськими властивостями, складом або властивостями рідин, що їх насичують.

Спосіб має суттєві недоліки:
- склад і густину промивальної рідини необхідно вибирати із врахуванням стійкості, коефіцієнтів аномальності пластових тисків та індексів тиску поглинання не лише продуктивних пластів, але і всієї товщі вищезалягаючих порід, не перекритих попередньою обсадною колоною;
- продуктивний пласт може суттєво забруднитися тампонажним розчином, оскільки надлишковий тиск при цементуванні значно більший, ніж при бурінні;
- цей спосіб не забезпечує стійкості і цілісності незцементованих та слабозцементованих колекторів, а тому під дією депресії колектор руйнується, і разом з пластовою рідиною у свердловину виносяться продукти руйнування — пісок та тонші мулові частинки.

- Четвертий спосіб первинного розкриття (рис. 1, г) застосовують з метою попередження забруднення продуктивного пласта тампонажним розчином. При цьому способі нижню частину експлуатаційної колони складають з фільтра, а свердловину цементують вище покрівлі продуктивного пласта. Спосіб можна застосовувати у тих випадках, що і перші два. Склад і густину промивальної рідини вибирають так само, як і при третьому способі.

- При п'ятому способі (рис. 1, д) свердловину укріплюють обсадною колоною до покрівлі продуктивного пласта і заколонний простір цементують. Після розбурювання продуктивного пласта свердловину закріплюють потайною колоною (хвостовиком), цементують і проводять вторинне розкриття так, як при третьому способі.

Цей спосіб має переваги перших трьох. Хоч конструкція свердловини дещо ускладнюється, проте цей спосіб для багатьох родовищ є найраціональнішим з точки зору одержання найбільших дебітів нафти і освоєння свердловини в найкоротший строк.
Можуть використовуватись й інші способи розкриття продуктивних пластів у залежності від гірничо-геологічних умов їх залягання та інших факторів.